# Dee Murray
Pour les articles homonymes, voir Murray.
Dee Murray est un musicien anglais né le 3 avril 1946 à Gillingham, dans le Kent, et mort le 15 janvier 1992 à Nashville, dans le Tennessee. Il est principalement connu comme bassiste au sein du groupe d'Elton John dans les années 1970.

## Biographie
Murray fait ses débuts à la fin des années 1960 dans le groupe The Mirage (en). Il devient membre du Spencer Davis Group, apparaissant sur l'album Funky (1969), avant de rejoindre le groupe d'Elton John en 1970, aux côtés du batteur Nigel Olsson. Avec le guitariste Davey Johnstone, ils forment le groupe qui joue sur tous les albums du chanteur entre 1972 et 1975, parmi lesquels Goodbye Yellow Brick Road et Captain Fantastic and the Brown Dirt Cowboy.
Elton John dissout son groupe en 1975. Par la suite, Murray travaille comme musicien de studio et se produit sur scène avec Procol Harum et Alice Cooper. Il retrouve Elton John au début des années 1980, jusqu'à l'album Breaking Hearts (1984), puis de nouveau à la fin de la décennie sur Reg Strikes Back (1988). Souffrant d'un cancer de la peau, il trouve la mort à l'âge de 45 ans à la suite d'un accident vasculaire cérébral.